# 西村武典
西村 武典（にしむら たけのり、1928年（昭和3年）11月10日 - 2012年（平成24年）2月11日）は、日本の政治家。熊本県牛深市長（8期）、牛深市議会議員（3期）。

## 来歴
熊本県出身。1946年、熊本県立熊本商工学校(現・熊本県立熊本商業高等学校)卒。家業の酒屋を継ぎ、牛深市議を3期務める。1973年、牛深市長に初当選。市長を3期務めたが、3期目途中の1980年に辞職。1984年に市長に復帰、天草市に合併する前の2006年までに5期務めた。2012年2月に死去した。

## 栄典
- 2007年 - 旭日中綬章